# Parrocchie civili del Tyne and Wear
Questa è una lista delle parrocchie civili del Tyne and Wear, Inghilterra.

## Gateshead
Birtley, Blaydon, Gateshead, Felling e Ryton non sono coperte da parrocchie.
- Lamesley

## Newcastle-upon-Tyne
Gosforth, Newburn e parte di Newcastle upon Tyne non sono coperte da parrocchie.
- Blakelaw and North Fenham (2001)
- Brunswick
- Dinnington
- Hazlerigg
- North Gosforth
- Woolsington

## North Tyneside
Longbenton, Seaton Valley, Tynemouth, Wallsend and Whitley Bay non sono coperte da parrocchie.

## South Tyneside
The Boldons, Hebburn, Jarrow e South Shields non sono coperte da parrocchie.

## City of Sunderland
Houghton-le-Spring, Sunderland e Washington non sono coperte da parrocchie.
- Burdon
- Hetton
- Warden Law

## Fonti
- Office for National Statistics (ONS) - Liste geografiche, su statistics.gov.uk. URL consultato il 10 gennaio 2009 (archiviato dall'url originale il 5 febbraio 2005).